# 22562 Wage
22562 Wage este un asteroid din centura principală de asteroizi.

## Descriere
22562 Wage este un asteroid din centura principală de asteroizi. A fost descoperit pe 18 aprilie 1998 la Socorro, New Mexico, în cadrul proiectului LINEAR. Asteroidul prezintă o orbită caracterizată de o semiaxă mare de 2,75 ua, o excentricitate de 0,13 și o înclinație de 2,4° în raport cu ecliptica.